# Плота (Прохоровский район)
Плота́ — село в Прохоровском районе Белгородской области, Россия. Административный центр Плотавского сельского поселения. В селе проживает 436 человек.

## История
Село основано в середине XVII века.
По данным исследования краеведа Бобова А.Г., село основано на реке Белая Плота, правом притоке Северного Донца, рядом с хуторами Рындинка и Шипы. Основными переселенцами были солдаты «государевой посопной» (производная от слова пособлять, помогать) и рейтары волости Белгородского уезда. Жителями волости в основном были крестьяне, небольшое количество «служивых из полков нового строя».  
Свое название село получило, по словам старожилов, от плотов, которые сооружали из срубленного леса и таким образом сплавляли его. Село было окружено водными объектами с высокими лесными берегами, по оврагам Ломакино и Должик рос густой лес, рядом находились два озера, которые со временем пересохли. По другой версии, село основали переселенцы из села Плотавец Корочанского района.    
В XVII веке в поселении насчитывалось 64 двора, в 1668 году считается уже селом с названием «Плоское Дмитриевой тож».    
В 1660-х годах в Плоте была построена Дмитриевская церковь, которая сгорела в 1809 году. Эта церковь являлась самой первой на территории Прохоровского района.
В 1885 году насчитывалась 96 дворов. По данным статистики в 1886 году в селе Плота проживало 769 человек.
Новая церковь была построена в 1906 году. Новая церковь была одноглавой, построена из дерева и обложена кирпичом. Приход составлял 520 душ.
В 1926 году в ходе коллективизации в селе появляется первый колхоз, в 1933 образовываются колхозы «Свободный труд» и «Луч революции».
В 1963 году в селе строятся магазин и пекарня. В 1973 году начинается строительство домов для жителей колхоза, был проведен водопровод.
В 1995 году в городе была открыта Плотавская средняя общеобразовательная школа. Новая школа заменила в селе старую Малояблоновскую неполную среднюю школу. Школа находится на территории Плотавского административного округа и охватывает 4 населенных пункта: Плота, Малояблоново, Жимолостное, Новоселовка. Устройство школы рассчитано на 200 учебных мест. В школе создан Управляющий Совет, работает детское объединение «Семицветная страна».

## Население
| 2002 | 2010 |
| ---- | ---- |
| 412  | ↗438 |

## Достопримечательности
Основной достопримечательностью Плоты был местный Дом культуры, но в 2009 году в селе был построен православный храм в честь Дмитрия Солунского. Именно он претендует на роль главной достопримечательности села.
В декабре 2009 года был открыт современный магазин, который для небольшого села стал не просто торговой точкой, а своеобразным культурный центром.
В здании Полтавской средне-образовательной школы так же расположен историко-краеведческий музей и библиотека.

## Фото
- На въезде в село
- Элеватор
- Рядом со школой
- Киоск